# Crkva Uznesenja Blažene Djevice Marije u Olovu
Crkva Uznesenja Blažene Djevice Marije je katolička crkva u Olovu te marijansko hodočasničko svetište kojim upravljaju franjevci.
Ova crkva i franjevački samostan su izgrađeni u 14. stoljeću. Crkva je jednobrodnog oblika i građena je u neoromaničkom stilu.

## Povijest
Od 1382. godine u Olovu je postojao franjevački samostan te uz njega i svetište Majke Božje. Samostan je dugo bio napušten, a 1700. godine svi su se franjevci iz njega, osim gvardijana, preselili u Ilok. U noći s 1. na 2. kolovoza 1704. zapaljeni su samostan i crkva. Tada su od samostana i crkve ostale samo ruševine. Nakon velikog hodočašća 1867. godine (od oko 5.000 vjernika), podignuta je drvena crkva koja se urušila 1913. godine. Nakon 1923. krenulo se u obnovu crkve i svetišta te je 1938. postavljen kameni oltar. Tek 1961. godine sanirani su i temelji crkve. U kutovima crkve izgrađene su dvije kule; jedna je posvećena fra Matiji Divkoviću, a u drugoj se nalaze posmrtni ostaci fra Ljudevita Zloušića s njegovom bistom.
Od stare je crkve očuvan ključ, koji se čuva u Zemaljskom muzeju, koji je istodobno služio kao samokres.
Postojanje ove crkve u Gornjem Olovu je još 10. travnja 1454. zabilježio Dubrovački ljetopis. Dokument kaže "...izmiri se Herceg Stjepan s Dubrovnikom, sa ženom Jelenom, sinom Vladislavom te sa svojim zetom, bosanskim kraljem. Ovom se izmirenju obradovaše oba zeta, a obje njegove kćeri, Katarina i Marija, poslaše darove Gospinoj crkvi u Olovo."
Projekt obnove crkve je krenuo zgotovljenim nacrtima češkog arhitekta Karla Paržika 1925. godine. S projektom se konačno počelo 1930., veći dio je bio gotov 1932. godine. Radovi još nisu bili gotovi, nego su se protegli i poslije Drugog svjetskog rata. Zanimljivo građevinsko rješenje je stećak kojeg se je 1938. godine ugradilo u novu crkvu, a izvorno se nalazio nedaleko od same crkve.
26. listopada 2010. godine je Povjerenstvo za očuvanje nacionalnih spomenika (Zeynep Ahunbay, Martin Cherry, Amra Hadžimuhamedović, Dubravko Lovrenović i Ljiljana Ševo) donijela odluku kojim se ova povijesna građevina proglašava nacionalnim spomenikom Bosne i Hercegovine.

### Članci
- Babić, Vanda. 2011. Od Olova do Škrpjela: uloga marijanskih običaja u životu autohtonih Hrvata. Vrhbosnensia. Univerzitet u Sarajevu – Katolički bogoslovni fakultet. Sarajevo. 15 (2): 361–379

## Vanjske poveznice
Ostali projekti
|  | Zajednički poslužitelj ima još gradiva o temi Crkva Uznesenja Blažene Djevice Marije u Olovu |
|  | Wikicitati imaju zbirke citata o temi Gospa Olovska                                          |